# Reece City
Reece City är en kommun (town) i Etowah County i Alabama. Vid 2010 års folkräkning hade Reece City 653 invånare.